# Gaertnera bambusifolia
Gaertnera bambusifolia là một loài thực vật có hoa trong họ Thiến thảo. Loài này được Malcomber & A.P.Davis mô tả khoa học đầu tiên năm 2005.